# 杨海涛
杨海涛（1982年10月—），宁夏贺兰县通易乡永华村人，盲人，中国大陆男歌手。2008年北京残奥会开幕式歌曲《天域》演唱者。

## 经历
- 2001：代表甘肃参加第五届全国残疾人文艺汇演（曲目：腾格尔-《天堂》），获得金奖。
  - 加入中国残疾人艺术团
- 2008：参与残奥会开幕式（曲目：《天域》）。